# أنتوني جونز (منافس ألعاب قوى)
أنتوني جونز (بالإنجليزية: Anthony Jones)‏ هو منافس ألعاب قوى باربادوسي، ولد في 7 أبريل 1955.

## وصلات خارجية
- أنتوني جونز على موقع الاتحاد الدولي لألعاب القوى (الإنجليزية)
- أنتوني جونز على موقع أوليمبيديا (الإنجليزية)